# Angitia esmeralda
Angitia esmeralda là một loài bướm đêm trong họ Noctuidae.